# Tidžáníja
Tidžáníja (arabsky: الطريقة التجانية; aṭ-Ṭaríka at-Tidžáníja) je řád súfismu. V arabštině jsou tyto řády označovány názvem taríka, což znamená „cestu“. Jako „cesta“ je také známá šaría, ta je však cestou povinnou, zatímco taríka pouze dobrovolnou.

## Historie
Tidžáníja je řád maghribského původu, založený v roce 1784 v Alžírsku. Jeho tvůrcem byl Ahmad at-Tidžání, který se narodil v roce 1737 v Alžírsku a v roce 1815 zemřel v marockém Fezu. At-Tidžání se súfismu začal věnovat ve svých jednadvaceti letech a v této době již měl velké znalosti islámské věrouky. Následně odcestoval do Fezu, kde se věnoval studiu prorocké tradice. Kolem roku 1782 se mu zjevil prorok a vybral ho, aby vykonával spirituálního vůdce. Toto poselství sdělil Tidžání svým následovníkům a nakonec byl jimi založen řád tidžáníja. Prorok mu taktéž pro jeho řád určil wird.

## Šíření v subsaharské Africe a hlavní náboženská centra
Tidžáníja se začala šířit do západní Afriky a byla hlavním konkurentem súfijskému řádu kádiríje. Významnou osobností, která přispěla k šíření tidžáníje, byl al-Hádž Umar Tall. Poprvé se s tímto řádem setkal na své pouti do Mekky a následně mu Ahmad at-Tidžání udělil funkci řádového chalífy pro západní Afriku. Umar Tall mnoho svých nových stoupenců získal díky státotvorné svaté válce (džihád). Tall bojoval proti francouzskému kolonialismu a chtěl udržet nezávislost své domoviny. To se však obrátilo po jeho smrti, kdy tidžáníja začala pomoc Francouzů vyhledávat a řád se začal dělit do různých větví. U těchto větví nacházíme drobné odlišnosti (např. protikoloniální postoje atd.)
Tidžáníja se dále šířila do Senegalu a s rychle rostoucím počtem svých stoupenců se zde stala nejpočetnějším řádem neboli taríkou. Ve wolfských oblastech Senegalu se upevňovala zejména díky Hádži Máliku Syovi, jehož nástupci se nazývají generální chalífové. Ti učinili vůči křesťanskému světu některá rozhodnutí, za které byli do jisté míry odsuzováni, a nepovolili v Senegalu návštěvu Jana Pavla II.
Al-Hádž Málik Sy založil v roce 1902 řádový dům v Tiwaawanu (zvaný arabsky záwija). Tento řádový dům se stal centrem islámské vzdělanosti a kultury pod jeho vedením. Záwija v Tiwaawanu však není v Senegalu jediná.
Ambice dále rozšířit tidžáníji vyvolaly na jihu Senegalu svatou válku, která byla vedena Mábbem Djachu Báem. Podobně jako Umar Tall založil i Bá v senegalské oblasti Saalum islámský stát – ten se sice po jeho smrti rozpadl, ale tidžáníja si zde zachovala status nejrozšířenějšího řádu a postupně se jejím reprezentantem v Saalumu stala rodina Njassů. Abdulláh Njass (1840–1922) založil záwiju ve městě Kaolak, jejíž vliv sahá až do marockého Fezu a do severonigerijského Kana. Nejznámější se stala větev Ibráhíma Njasse, syna Abdulláha Njasse. Tato větev si hlavně zakládá na vzdělanosti, dokonce i na vzdělanosti dívek. Njass tvrdí, že každý učedník má možnost dosáhnout přímého mystického poznání Boha. Větev je známá pod názvem fajdá a je nejrozšířenější na světě (Senegal, Nigérie, Niger a Mauritánie, Spojené státy a Evropa). Další významná zawíja vznikla v Senegalu zásluhou Mamadou Saidou Bá v Medině-Gounass.

## Praxe a principy řádu tidžáníja
Tidžáníja a její učení vychází z Koránu a z hadísu. Ctí základní principy islámu, mezi které patří např. úcta k rodičům; člen nesmí vstoupit do jiných súfijských řádů, musí se modlit dvakrát denně atd. Korán a hadís je v tidžáníjském řádu základ i pro dhikr neboli súfijský řádový obřad. Cílem cesty stoupenců této taríky je přístup k poznání Boha.
Modlitby jsou rozděleny do tří skupin:
- Lazim: dhikr prováděn každý den ráno a večer, modlitba pronášena v osamělém šepotu
- Wadhífa: dhikr, který se provádí jednou nebo dvakrát denně a modlitba je pronášena nahlas ve skupině
- Heïlala nebo Hadrat: dhikr, který se provádí pouze v pátek a modlitba je pronášena nahlas ve skupinách

Tidžáníja je založena na třech principech:
1. Prosba Alláha o odpuštění
2. Jedinečnost Boha („Není boha, kromě Boha“).
3. Modlitba pro proroka